# Norops utilensis
Norops utilensis är en ödleart som beskrevs av  Köhler 1996. Norops utilensis ingår i släktet Norops och familjen Polychrotidae. Inga underarter finns listade i Catalogue of Life.